# Motorvägar i Luxemburg
Luxemburg är ett av Europas minsta länder. Trots detta finns det ett antal motorvägar i landet. De förbinder landet med grannländerna men de används till största del för lokal trafik inom landet.
Dessutom pågår utbyggnad av A7/N7 norrut från huvudstaden till motorväg. Redan nu (2006-06) är delar av sträckan mellan Luxemburg och Ettelbruck färdigbyggda (se bilden). Denna sträcka är verkligen i behov av utbyggnad då den idag till stora delar går som stadsgata genom huvudstaden samt genom andra orter längs vägen.

## Motorvägssträckor i Luxemburg

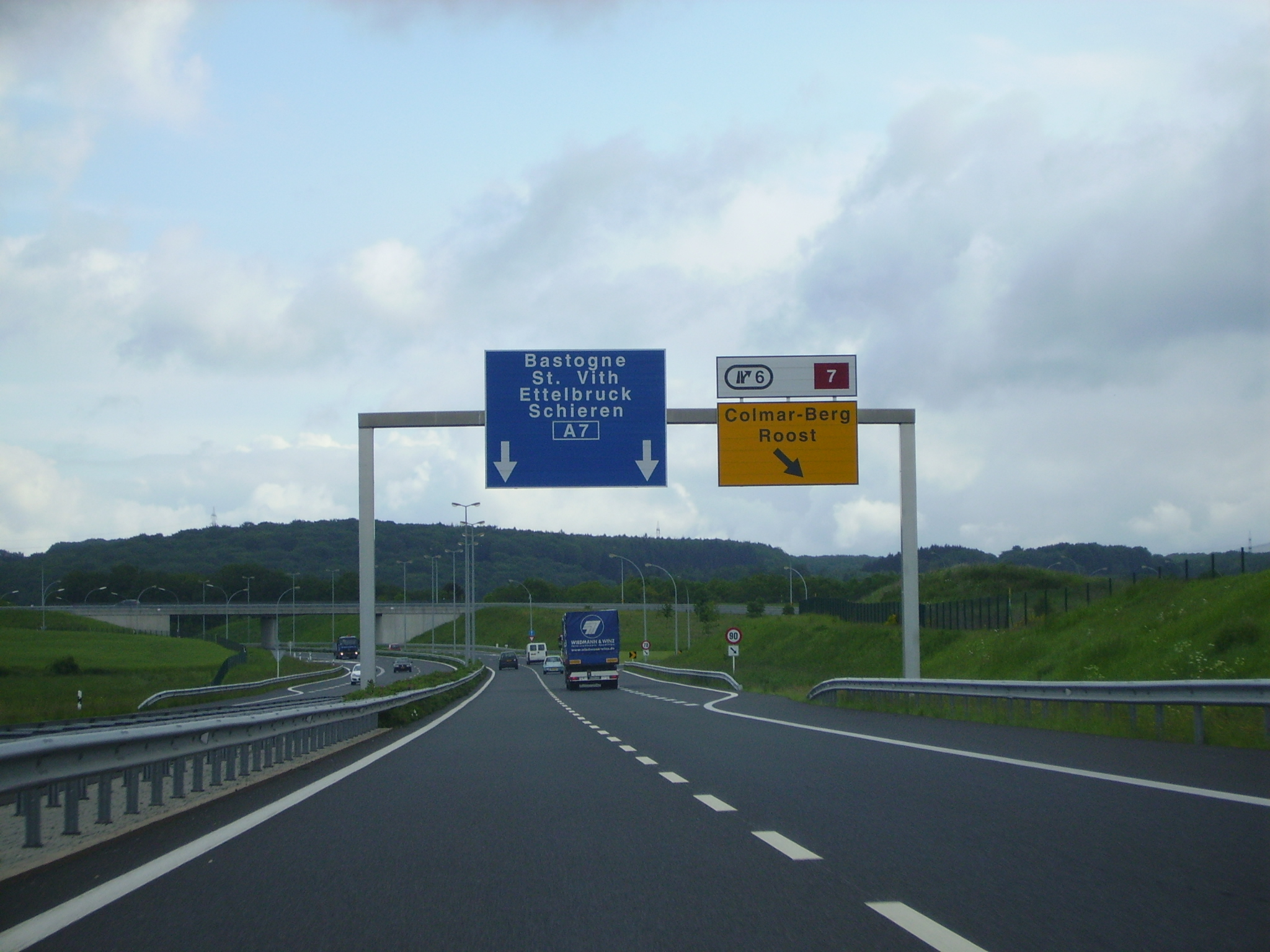
A7 strax norr om huvudstaden Luxemburg i nordgående riktning.

- A1 - E44 - Luxemburg - Wasserbillig - (Tyskland)
- A3 - E25 - Luxemburg - Dudelange - (Frankrike)
- A4 -       Luxemburg - Esch-sur-Alzette
- A6 - E25 - (Belgien) - Luxemburg
- A7 - E421 - Lintgen - Ettelbruck
- A13 - delvis E29 - Pétange - Bettembourg - (Tyskland)